# Line Islands
Line Islands (Sporady Środkowopolinezyjskie) – grupa 11 wysp koralowych na Oceanie Spokojnym, w Polinezji. Ciągną się one na przestrzeni około 2500 km w okolicach równika i 160°W. W ich skład wchodzi wyspa Kiritimati (Wyspa Bożego Narodzenia) – największa wyspa koralowa na Pacyfiku. Wyspy znajdują się w najwcześniejszej strefie czasowej na świecie – różnica względem UTC wynosi +14.
Powierzchnia wysp wynosi 512 km². Tylko trzy są zamieszkane, a zamieszkuje je 8809 osób (spis z 2005), z których 5115 mieszka na Kiritimati, 2539 na Tabuaeranie, a 1155 na Terainie. W 1900 jedynie ok. 300 osób zamieszkiwało te trzy atole.
Większość wysp (od południa Flint, Vostok, Caroline, Starbuck, Malden, Kiritimati, Tabuaeran i Teraina) wchodzi w skład państwa wyspiarskiego Kiribati, stanowiąc jeden z jego sześciu dystryktów. Pozostałe wyspy (Jarvis, Palmyra i rafa Kingman) należą do Stanów Zjednoczonych.
Wyspy zostały odkryte w 2. połowie XVIII w. i przez ponad dwa wieki stanowiły posiadłość brytyjską (Wyspy Gilberta i Lagunowe). W 1979 weszły one w skład niepodległego państwa Kiribati.